# Lolly
«Lolly» es una canción del artista estadounidense y productor discográfico Maejor Ali (también conocido como Bei Maejor). La canción, lanzada como sencillo el 17 de septiembre de 2013, cuenta con la voz del rapero estadounidense Juicy J y del cantante canadiense Justin Bieber.

## Vídeo musical
El vídeo musical, fue dirigido por Matt Alonzo y muestra a Maejor Ali cantar en un estudio de neón lleno de bailarines entusiastas y lame "lollipops". Justin Bieber y Juicy J también aparecen en el vídeo.

## Lista de canciones
1. "Lolly" (Edited) (3:45)
2. "Lolly" (Explicit) (3:45)
3. "Lolly" (Remix) (Feat. Mike Legend) (3:45)

## Posicionamiento en listas
| Listas (2013)                      | Mejor posición |
| ---------------------------------- | -------------- |
| Australia (ARIA)                   | 98             |
| Bélgica (Flandes) (Ultratop 50)    | 42             |
| Bélgica (Valonia) (Ultratop 50)    | 49             |
| Dinamarca (Tracklisten)            | 8              |
| Francia (SNEP)                     | 119            |
| Países Bajos (Mega Single Top 100) | 68             |
| Suecia (Sverigetopplistan)         | 57             |
| Reino Unido (UK Singles Chart)     | 56             |
| Estados Unidos (Billboard Hot 100) | 19             |